# LOOKSfilm
LOOKSfilm ist eine deutsche Filmproduktionsfirma bestehend aus vier Unternehmen. Sie entwickelt, produziert und vertreibt Dokumentarfilme, Spielfilme sowie Serien für VoD, Kino und Fernsehen.

## Das Unternehmen
1995 von Gunnar Dedio in Rostock gegründet, produziert und vertreibt LOOKSfilm den Standorten Leipzig, Berlin, Hamburg und Magdeburg internationale Serien sowie Dokumentar- und Spielfilme für VoD, Kino und Fernsehen. Der Schwerpunkt der Produktionen liegt somit auf internationalen Koproduktionen mit historischen Themen, aber auch andere Genres und Podcasts gehören zum Repertoire.
Zudem betreibt das Haus eine eigene Archivabteilung und einen Musikverlag und ist Initiator von Eventproduktionen und internationalen Kooperationen mit Museen, Universitäten, Theatern, Verlagen und Rundfunkanstalten.
Seit 2011 vertreibt die Produktionsfirma am Standort Hamburg (früher Hannover) Eigenproduktionen sowie ausgewählte Titel internationaler Produzenten. Der Internationale Rechtehandel ist dabei auf die Genres Geschichte und Kinder spezialisiert.
Um historische Ereignisse authentisch zu bebildern, arbeitet die Unternehmung mit internationalen Archiven zusammen. Bei vielen der Produktionen werden die Erlebnisse von Zeitzeugen durch private Dokumente, wie Briefe und Tagebücher, Foto- und Filmmaterial erzählt. 2008 wurde eine eigene Archivabteilung gegründet, die von 2011 bis 2016 auch den Vertrieb von British Pathé übernahm.
Der hauseigene Musikverlag verlegt seit 2007 Filmmusik. Seit 2019 gehört Progress Film als Filmverleih und Archiv zu LOOKSfilm.

### Produktionen (Auswahl)
Mit dem Dokumentarfilm Henker – Der Tod hat ein Gesicht (2001) von Jens Becker und Gunnar Dedio wurde eine erste Kinoproduktion initiiert. Der Film verarbeitete die persönlichen Zeugnisse der letzten Henker aus Deutschland, der DDR, Frankreich, Ungarn, Jugoslawien und Rumänien.
Anlässlich des 15. Mauerfalljubiläums produzierte das Unternehmen 2004 in Kooperation mit ARD, MDR und WDR die erste dokumentarische Serie. Damals in der DDR erzählt persönliche Geschichten aus dem Alltag in der DDR. Durch die Verbindung von individuellen Schicksalen und historischer Präzision erhielt die Serie unter anderem den Adolf-Grimme-Preis 2005.

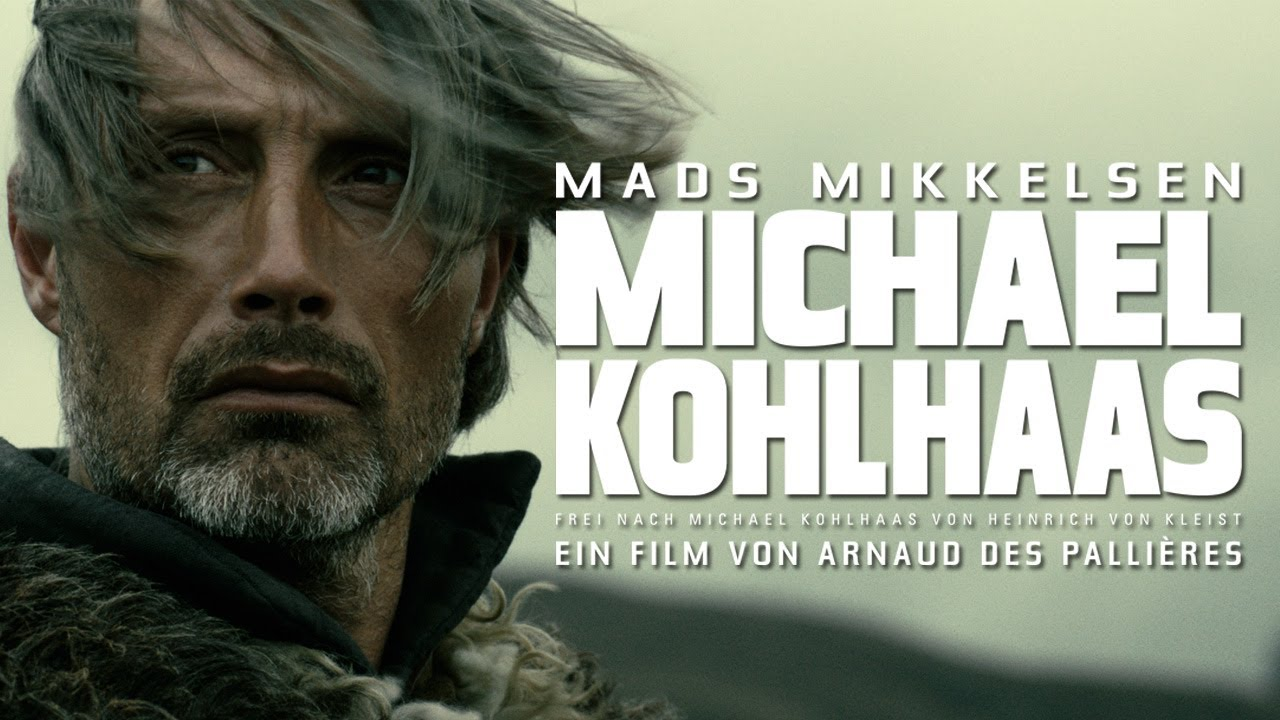
Filmplakat Michael Kohlhaas

Seit 2010 werden auch Spielfilme produziert, wie beispielsweise die Kleist-Novelle Michael Kohlhaas (Koproduktion mit Les Films d’Ici) mit Mads Mikkelsen und Bruno Ganz. Beim Brüssel Film Festival 2013 erhielt Michael Kohlhaas die Goldene Iris. Der Film lief 2013 im Wettbewerb der Internationalen Filmfestspiele von Cannes (Kategorie „Bester Film“) und gewann 2014 den französischen Filmpreis César für den besten Ton und die beste Musik. Von der Deutschen Film und Medienbewertung erhielt Michael Kohlhaas das Prädikat besonders wertvoll.
Weitere Produktionen für das Kino entstanden in Koproduktion mit Les Films d’ici in Paris: Die Wilde Farm von Dominique Garaing (2010) und Michel Petrucciani – Leben gegen die Zeit (2011) von Michael Radford, der 2011 im offiziellen Programm des Filmfestivals von Cannes lief. Im Jahr 2014 entstand der Dokumentarfilm Von Caligari zu Hitler von Rüdiger Suchsland, der auf dem Filmfestival von Venedig seine Weltpremiere hatte und seither auf mehr als 30 internationalen Filmfestivals lief.
14 – Tagebücher des Ersten Weltkriegs (2014) war die erste deutsche Serie, an der Netflix US Lizenzrechte erwarb. Die Serie erzählt die Geschichte des Ersten Weltkriegs aus der Sicht von vierzehn Menschen. Für die Serienproduktion wurde Film- und Fotomaterial aus 71 Archiven und 21 Ländern sowie privates Archivmaterial genutzt und dieses mit Dramaszenen verbunden. Die Serie gehörte bis dahin zu den aufwändigsten jemals in Deutschland koproduzierten Doku-Drama-Formaten und wurde bereits vor der Ausstrahlung weltweit in mehr als 25 Länder verkauft. Die stilistische Erzählweise der dokumentarischen Dramaserie wurde in dieser Produktion begründet und prägt seither die Erzählweise.
Krieg der Träume (2018) ist die Fortsetzung von 14 – Tagebücher des Ersten Weltkriegs und eine weitere Serienproduktion über den Weg Europas im 20. Jahrhundert. Krieg der Träume erzählt die Zeit zwischen den Weltkriegen anhand von 13 Schicksalen. Die Serie wurde in der Zeitschrift Rolling Stone unter die Top Ten der beliebtesten deutschen Serien aller Zeiten gewählt. Mit einem Gesamtbudget von über 10 Millionen Euro handelt es sich bis dato um die aufwändigste Produktion. Die Folge-Serie Die Spaltung der Welt von 2024 erzählt die Zeit von 1939 bis 1961 aus einer internationalen Perspektive mit den Protagonisten Joan Hinton, Wernher von Braun, Golda Meir, Hedwig Höß, Nikita Chruschtschow und Frantz Fanon. EPD Medien schrieb: „Geschichtsfernsehen vom Feinsten … Der Clou dieser fünf Filmstunden ist die globale Spannweite“
Kleine Hände im Großen Krieg (2014) von 2014 ist eine dokumentarische Dramaserie für Kinder. Die Folgeproduktion Der Krieg und ich (2018), die acht Kinderschicksale im Zweiten Weltkrieg erzählt, wurde mit dem Goldenen Spatzen 2018 ausgezeichnet. Die Kinderserie Mein Traum. Meine Geschichte (2023) wurde 2024 mit dem Prix Jeunesse ausgezeichnet.
2025 wurden drei Produktionen von LOOKSfilm für den Grimme-Preis 2025 nominiert. In der Kategorie Information und Kultur die Serie Die Spaltung der Welt und die ARD CrimeTime Serie Warum verbrannte Oury Jalloh? In der Kategorie Kinder und Jugend die Serie Mein Traum. Meine Geschichte.

## Filmografie (Auswahl)
- 2001: Henker – Der Tod hat ein Gesicht (Dokumentarfilm, Regie: Jens Becker)
- 2004: Damals in der DDR (Dokumentarserie, ausgezeichnet mit dem Grimme-Preis 2005)
- 2009: Ein Traum in Erdbeerfolie – Comrade Couture (Dokumentarfilm)
- 2011: Churchills Verrat an Polen (Dokumentation)
- 2013: Michael Kohlhaas (Kinospielfilm, Regie: Arnaud des Pallières), ausgezeichnet mit dem César 2014 für Beste Musik und Bester Ton
- 2014: 14 – Tagebücher des Ersten Weltkriegs (dokumentarische Dramaserie, Regie: Jan Peter)
- 2014: Kleine Hände im Großen Krieg (Dramaserie für Kinder, Regie: Matthias Zirzow)
- 2014: Die Wahrheit über den Holocaust (dokumentarische Serie, Regie: William Karel)[18]
- 2015: Erich Mielke – Meister der Angst (Dokumentarfilm, Regie: Jens Becker, Maarten van der Duin)
- 2016: Geheimes Kuba (Dokumentarische Serie, Regie/Autoren: Emmanuel Amara, Kai Christiansen, Florian Dedio)
- 2017: Die Sanfte (Kinospielfilm, Regie: Sergei Loznitsa), im Hauptwettbewerb der Internationalen Filmfestspiele von Cannes 2017
- 2017: Der Traum von der Neuen Welt (vierteilige dokumentarische Dramaserie, Regie: Kai Christiansen)
- 2017: Kollwitz – Ein Leben in Leidenschaft (Dokumentation, Regie: Henrike Sandner, Yury Winterberg)
- 2017: Licht (Kinospielfilm, Regie: Barbara Albert)
- 2018: Bobby Kennedy for President (Dokumentarfilm, Regie: Dawn Porter)
- 2018: Krieg der Träume (Dokumentarische Dramaserie, Regie: Jan Peter)
- 2019: Der Krieg und ich (Geschichtsmehrteiler für Kinder und Jugendliche, Regie: Matthias Zirzow)
- 2020: Colonia Dignidad. Aus dem Innern einer deutschen Sekte (Dokumentarserie, Regie: Annette Baumeister, Wilfried Huismann)
- 2020: Afghanistan. Das verwundete Land (Dokumentarische Serie, Regie: Marcel Mettelsiefen, Mayte Carrasco)
- 2022: Luftkrieg – Die Naturgeschichte der Zerstörung (Kino-Dokumentarfilm, Regie: Sergei Loznitsa, Special Screening der Internationalen Filmfestspiele von Cannes 2022)[19]
- 2023: Mein Traum. Meine Geschichte (Dramaserie für Kinder, Regie: Marco Gadge)[20]
- 2024: Die Spaltung der Welt (dokumentarische Drama-Serie, Regie: Olga Chajdas, Frank Devos mit Max Wagner, Lara Mandoki, Meriel Hinsching, Delia Mayer)[21]
- 2025: Zwei Staatsanwälte (Kinospielfilm, Regie: Sergei Loznitsa) im Hauptwettbewerb der Internationalen Filmfestspiele von Cannes 2025

## Buchveröffentlichungen
- Gunnar Dedio, Jens Becker: Die letzten Henker. Das Neue Berlin, Berlin 2002, ISBN 3-360-00969-X.
- Hans-Hermann Hertle, Stefan Wolle: Damals in der DDR. C. Bertelsmann, München 2006, ISBN 3-442-15383-2.
- Sven Reichardt, Malte Zierenberg: Damals nach dem Krieg. Eine Geschichte Deutschlands 1945 bis 1949. DVA, München 2009, ISBN 978-3-442-15574-3.
- Daniel Schönpflug: Luise von Preussen. C.H.Beck, München 2010, ISBN 978-3-406-59813-5.
- Oliver Janz: 14 – Der Große Krieg. Das wissenschaftliche Begleitbuch zur Fernsehserie. Campus-Verlag, Frankfurt 2013, ISBN 978-3-593-39589-0.
- Gunnar und Florian Dedio: 14 – Tagebücher des Ersten Weltkriegs: Farbfotografien und Aufzeichnungen aus einer Welt im Untergang. Vorwort von Peter Englund. Bucher Verlag/BBC Books, München 2014, ISBN 978-3-7658-2041-0.
- Gunnar Dedio, Birgit Rasch: Ich. Erich Mielke. Das Buch zum Kinofilm. Sutton Verlag, Erfurt 2015, ISBN 978-3-95400-555-0.
- Daniel Schönpflug: Kometenjahre – 1918. Die Welt im Aufbruch S. Fischer Verlag, Frankfurt 2017, ISBN 978-3-10-002439-8.

## Ausstellungen
- 2005–2010 Damals in der DDR. 20 Geschichten aus 40 Jahren, Haus der Geschichte Bonn, in 22 Städten, 120.000 Besucher
- 2014–2015 14 – Menschen – Krieg, Militärhistorisches Museum der Bundeswehr, 80.000 Besucher
- 2019 Der Krieg und ich. Kriegskinder 1939-1945, Wanderausstellung Berlin[22]

## Auszeichnungen (Auswahl)
- 2025: drei Mal nominiert für Grimme-Preis 2025 (für Die Spaltung der Welt, Mein Traum. Meine Geschichte, Warum verbrannte Oury Jalloh?)[23][17]
- 2024: Prix Jeunesse (für Mein Traum. Meine Geschichte)[16]
- 2024: nominiert für Goldener Spatz (für Mein Traum. Meine Geschichte)[24]
- 2022: nominiert für Grimme-Preis 2022 (für Krieg vor Gericht - Die Jugoslawien-Prozesse)[25]
- 2021: Deutsch-tschechischer Journalistenpreis (für Vertreibung. Odsun. Das Sudetenland)[26]
- 2021: Jane Mercer Footage Researcher of the Year Award der FOCAL International Awards (für Afghanistan. Das verwundete Land)[27]
- 2021: Grimme-Preis 2021 (für Afghanistan. Das verwundete Land)[28]
- 2021: nominiert für Grimme-Preis 2021 (für Colonia Dignidad – Aus dem Innern einer deutschen Sekte)[29]
- 2021: nominiert für Rockie Award 2021 (für Afghanistan. Das verwundete Land)[30]
- 2020: nominiert für Realscreen Awards 2021 (für Afghanistan. Das verwundete Land)[31]
- 2020: nominiert für Rose d’Or (für Afghanistan. Das verwundete Land)[32]
- 2020: nominiert für The Buzzies – by WCSFP (für Afghanistan. Das verwundete Land)[33]
- 2020: Preis der Deutschen Akademie für Fernsehen (für Colonia Dignidad – Aus dem Innern einer deutschen Sekte)[34]
- 2020  TICFF Award in der Kategorie „TV/Web Program“ (für Der Krieg und ich)[35]
- 2020: Deutscher Hörfilmpreis (für Der Krieg und ich)[36]
- 2020: Prix Jeunesse (für Der Krieg und ich)[37]
- 2019: nominiert für die International Kids Emmy Awards (für Der Krieg und ich)[38]
- 2019: nominiert für Japan Prize (für Der Krieg und ich)[39]
- 2019: Der weiße Elefant (für Der Krieg und ich)[40]
- 2019: Civis – Europas Medienpreis für Integration in der Kategorie „Unterhaltung“ (für Krieg der Träume)[41]
- 2019: nominiert für Banff World Media Festival Rockie Awards (für Der Krieg und ich)[42]
- 2019: nominiert für Deutsch-Französischer Journalistenpreis (für Krieg der Träume)[43]
- 2019: nominiert für Grimme-Preis (für Krieg der Träume)[44]
- 2018: Goldener Spatz (für Der Krieg und ich)[45]
- 2015: Prix Italia, Special Mention for International TV Coproduction (für 14 – Tagebücher des Ersten Weltkriegs)
- 2014: Robert-Geisendörfer-Preis (für 14 – Tagebücher des Ersten Weltkriegs)[46]
- 2014: nominiert für Deutscher Fernsehpreis (für 14 – Tagebücher des Ersten Weltkriegs)[47]
- 2014: nominiert für Japan Prize (Contest for educational Media) in der Kategorie „Continuing Education“ (für 14 – Tagebücher des Ersten Weltkriegs)[48]
- 2014: nominiert für Japan Prize (Contest for educational Media) in der Kategorie „Youth“ (für Small Hands in a Big War)[49]
- 2005: Grimme-Preis (für Damals in der DDR)[50]
- 2004: Hans-Klein-Medienpreis (für Damals in der DDR)
- 2003: Romy TV-Award (für Checkmate – The superpowers behind the Rumanian revolution)
- 2000: Axel Springer Preis (für Fit for Jesus)